# Port lotniczy Parachinar
Port lotniczy Parachinar (IATA: PAJ, ICAO: OPPC) – krajowy port lotniczy położony w mieście Parachinar, w prowincji Terytoria Plemienne Administrowane Federalnie, w Pakistanie.